# Lisa Masker
Lisa Masker est une actrice et mannequin française.

## Biographie
Originaire de La Courneuve, elle commence dès l'âge de six ans la danse classique, le piano puis le chant lyrique au conservatoire de sa ville. Elle se lance dans la comédie à l’âge de 15 ans en intégrant tout d'abord l'atelier jeunesse, puis le cycle de formation de l'acteur du cours Florent, tout en poursuivant ses études au lycée.
En 2008, Elle fait une première apparition dans la série télévisée Pas de secrets entre nous, puis décroche le rôle de Yasmine dans la série diffusée sur M6 L'Internat (10x52 minutes).
Comédienne éclectique, elle fait ses premiers pas au théâtre aux côtés de Jacques Weber dans la célèbre trilogie de Marcel Pagnol, César Fanny Marius où elle interprète Fanny, le rôle principal féminin en tournée dans toute la France, en Belgique et en Suisse.
Après six mois de tournée, elle joue dans une nouvelle pièce, Sacha le magnifique où elle partage l'affiche avec Francis Huster. Cette pièce, lors de sa dernière représentation, sera diffusée en direct sur la chaîne Paris Première puis rediffusée à de nombreuses reprises.
Après ces expériences théâtrales, elle incarne en 2010 Jeanne Veder dans le film de Jean Sagols Je m'appelle Bernadette. L'année suivante, elle joue aux côtés de Catherine Jacob dans le téléfilm La baie d'Alger de Merzak Allouache. Puis, en 2012, elle tourne dans deux séries France Télévision en tant que "guest" : "Commissaire Magellan", et "Enquêtes réservées".
Cette même année, elle tourne dans le long métrage "La cité rose" de Julien Abraham.
En 2013, elle obtient le rôle principal féminin dans « Destino » réalisé par Zangro (produit par Jamel Debbouze) aux côtés de Salim Kechiouche et Alban Ivanov.
À l’été 2013, elle retourne sur les planches pour interpréter le rôle d’Andromaque dans « La Guerre de Troie n’aura pas lieu » de Jean Giraudoux, mis en scène par Francis Huster.

## Filmographie

### Cinéma

#### Court métrage
- 2013 : Destino : Leïla

#### Longs métrages
- 2011 : Je m'appelle Bernadette de Jean Sagols : Jeanne Veder
- 2013 : La Cité rose de Julien Abraham : Sabrina

### Télévision

#### Téléfilms
- 2012 : La Baie d'Alger de Merzak Allouache : Zoubida à 18 ans
- 2020 : Les Mystères de la chorale  de Emmanuelle Dubergey

#### Séries télévisées
- 2008 : Pas de secrets entre nous (saison 1, épisode 03)
- 2009 : L'Internat (10 épisodes) : Yasmine Boukrane
- 2012 : Enquêtes réservées (saison 5, épisode 03 : Beauté fatale) : Leïla
- 2012 : Commissaire Magellan (saison 1, épisode 07 : La Miss aux deux visages)

## Théâtre
- 2010 : Sacha le magnifique